# ペア・ニルソン
ペア・ヨルゲン "ペッレ" ・ニルソン（Per Jörgen "Pelle" Nilsson、1982年9月15日- ）は、スウェーデン・ヘルネサンド出身の元同国代表サッカー選手。現役時代のポジションはCB。

## クラブ経歴

### スウェーデン時代
ヘルネサンドに生まれたニルソンは、1988年にStigsjö IKの下部組織でキャリアを始め、1991年からIFK Timråの下部組織へ移り、1998年に同クラブのトップチームでデビューを果たした。すぐさまその才能が注目を集めると、翌1999年にGIFスンツヴァルへ引き抜かれ、同年のトップリーグ昇格に貢献。スンツヴァルで中心選手として活躍していたことで再び注目を集め、2001年に今度は同カテゴリーの強豪AIKソルナと翌2002年シーズンに移籍することで合意に達した。しかし、AIK側の主力選手が何人も退団するなど様々な要因が重なったことで2001年秋から出場可能なように契約が変更された。IFKノルシェーピン戦で移籍後初出場を果たして以降、すぐさまCBのレギュラーとしての地位を確立することに成功したが、何人もの監督が交代したことや他の要因からトップレベルでのプレーを見せることは出来なかったとニルソン本人は感じていた。

### 国外
AIKでのパフォーマンスが低下していった結果、2004年シーズン中にノルウェー1部のオッド・グレンランドへ移籍金300万ノルウェー・クローネで放出された。2006年8月にイングランド1部のサンダーランドAFCから移籍金100万ポンドのオファーが来るもオッド・グレンランド側が拒否した。そのため、より大きなクラブに移籍すると予想されたが、以降オファーが来ることはなく2007年7月13日にドイツ2部のTSG1899ホッフェンハイムと契約するまで移籍することはなかった。
ホッフェンハイムでの1シーズン目は、数度の怪我に見舞われながらも22試合に出場し、主力としてクラブの1部昇格に貢献。2シーズン目も当初は先発起用されていたが、2008年9月27日の第6節ヴェルダー・ブレーメン戦（4-5敗北）後から控えにまわされた。2009年2月13日のバイヤー・レバークーゼン戦（1-4敗北）で再び先発出場の機会を得ると、その後、終盤戦の4月から先発出場を重ね最終的にこのシーズンは3分の1に先発起用された。2009-10シーズンに先立ち、同僚から主将に選出されるも、新加入の選手とのポジション争いに勝つことは出来ず、リーグ戦8試合, DFBポカール3試合に終わった。1.FCニュルンベルクとのDFBポカール2回戦（1-0勝利）で移籍後初得点を記録した。
2010年6月14日、ブンデスリーガの1.FCニュルンベルクと3年契約を締結。移籍金は45万ユーロ前後とみられている。2010-11シーズンは、アンドレアス・ヴォルフとコンビを組み開幕戦から12試合連続で先発起用され地位を確立していたが、膝の怪我により長期離脱を余儀なくされた。後半戦になり復帰するも、フィリップ・ヴォルシャイトの台頭から出番はあまり訪れず、5度の途中出場とヴォルフに代わり先発出場した2試合に終わった。そんな中、2011年3月12日のVfLヴォルフスブルク戦（アウェイ2-1勝利）でブンデスリーガ初得点を挙げている。
ニュルンベルクの降格に伴い2014年5月23日、FCコペンハーゲンに移籍。しかしコペンハーゲンでは負傷に悩まされ、2016年12月16日に現役を引退した。

## 代表歴
U-21代表を経て2001年1月31日のフェロー諸島戦でA代表初出場を飾った。以降は不定期に招集され、出場5試合目を記録した2007年を最後に暫く遠ざかっていたが、クラブでの一貫したパフォーマンスが認められ、2013年2月のアルゼンチン戦にエリック・ハムレーン監督の下で久しぶりに招集された。2度のベンチ入りを経て3月下旬に行われたスロバキア戦（0-0）で約6年ぶりに出場をした。

## タイトル

### 個人
- クニクセン・アワード（英語版） 年間最優秀DF賞 : 2006
- ヴェルデンス・ガング選定エリテセリエン年間最優秀選手賞 : 2006[15]